# دهستان سنگ سفید
دهستان سنگ سفید یکی از داستان‌های بخش قره‌چای شهرستان خنداب استان مرکزی ایران است.
مردم این دهستان به لری ملایری تکلم می‌کنند
روستاهای تابع آن عبارتند از: الودر، شرشره، صالحی، قلعه عباس آباد، اقداش، گذردر، استوه، چالاب سفلی، چالاب علیا،شهید، طورگیر